# آنجلوس چانیوتیس
آنجلوس چانیوتیس (انگلیسی: Angelos Chaniotis؛ زادهٔ ۸ نوامبر ۱۹۵۹) مورخ، و استاد دانشگاه اهل یونان است.